# Mur entre Hongria i Sèrbia
El mur entre Hongria i Sèrbia —també anomenat barrera entre Hongria i Sèrbia o tanca entre Hongria i Sèrbia— (en hongarès: Határőrizeti célú ideiglenes kerítés, literalment 'tanca fronterera temporal' o bé Magyarország–Szerbia-határzár) és una barrera fronterera construïda per Hongria el 2015 per detenir els immigrants sense papers que entressin al país durant la crisi migratòria europea de 2015.
El govern hongarès va iniciar la construcció d'una tanca a la frontera el 2015, i es queixà que la Unió Europea era "massa lenta per actuar", i per bloquejar l'enorme flux d'immigrants que entraren en la UE a través de la frontera entre Sèrbia i Hongria.

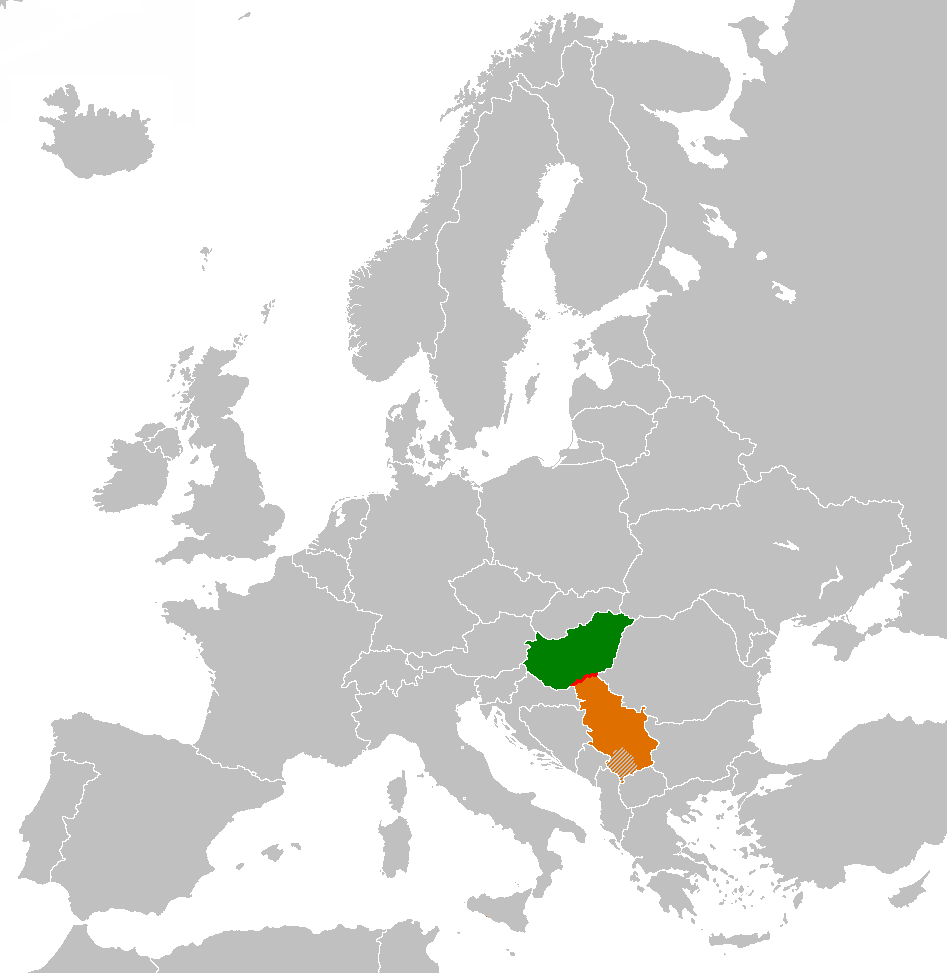
Mapa que mostra la frontera entre els dos països

## Història
La frontera entre Hongria i Sèrbia té 175 km de longitud. El juny de 2015, el gabinet hongarès aprovà la construcció d'una barrera de 4 metres d'altura. La construcció de la tanca s'inicià a principis de juliol del mateix any. A principis d'agost, Hongria estava en camí de completar la tanca abans de finalitzar l'any. La tanca, que és de filferro de pues, fou construïda amb el suport d'uns 900 soldats. Va tenir un cost aproximat de 106 milions de dòlars. També es començà la construcció de dos campaments per albergar els sol·licitants d'asil.
A mitjan agost la barrera anà prenent forma com una tanca de seguretat doble. Hi ha una tanca exterior construïda a correcuita, composta per tres fileres de filferro de pues. En el seu interior, hi ha una segona barrera resistent de 3,5 metres d'altura.
Posteriorment, Hongria faria el mateix amb les fronteres de Croàcia, i també va intentar-ho a les fronteres d'Eslovènia i Romania.

## Impacte en l'arribada de refugiats

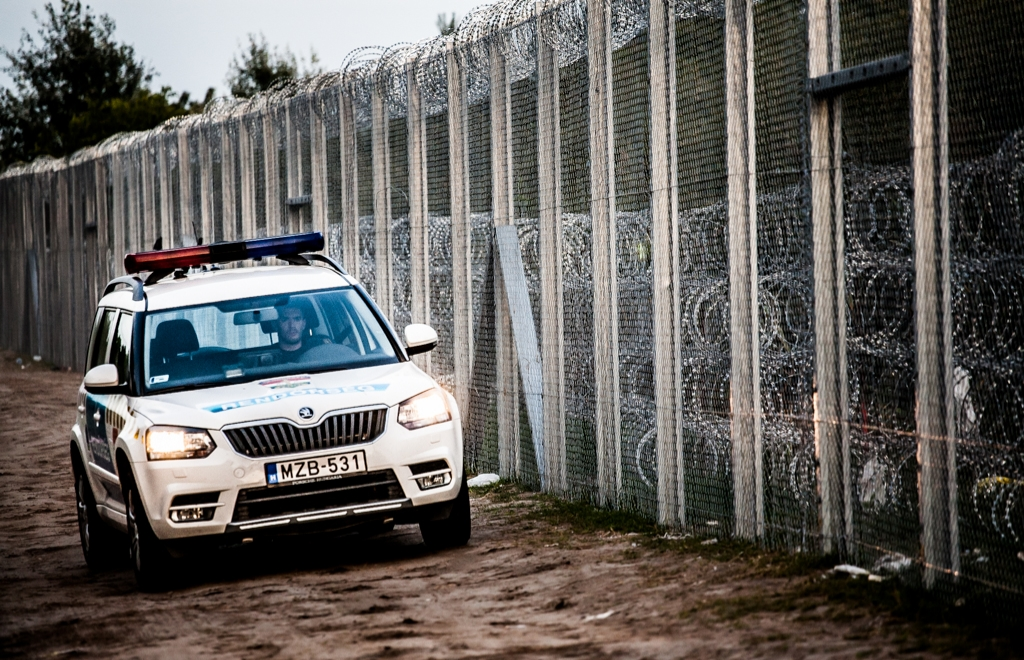
Agent patrullant la frontera

Les entrades al país van baixar dràsticament des de l'existència de la muralla. Si al setembre de 2015 hi havien entrat 138 emigrants, el mes de novembre només ho van poder fer una quinzena.
| Nombre d'immigrants arribant a Hongria                                                          | Monthly breakdown |
| ----------------------------------------------------------------------------------------------- | --- |
| 2.500 5.000 7.500 10.000 12.500 15.000 Jan Feb Mar Apr May Jun Jul Aug Sept Oct Nov Dec Jan Feb | \| Month \| Number of migrants \| \| ------- \| ------------------ \| \| 2015-01 \| 14.647 \| \| 2015-02 \| 17.384 \| \| 2015-03 \| 5.975 \| \| 2015-04 \| 8.224 \| \| 2015-05 \| 11.606 \| \| 2015-06 \| 19.546 \| \| 2015-07 \| 38.059 \| \| 2015-08 \| 57.938 \| \| 2015-09 \| 138.396 \| \| 2015-10 \| 99.497 \| \| 2015-11 \| 315 \| \| 2015-12 \| 270 \| \| 2016-01 \| 553 \| \| 2016-02 \| 2.398 \| |
| Source: Police.hu - Border information                                                          | |
| Month                                                                                           | Number of migrants |
| 2015-01                                                                                         | 14.647 |
| 2015-02                                                                                         | 17.384 |
| 2015-03                                                                                         | 5.975 |
| 2015-04                                                                                         | 8.224 |
| 2015-05                                                                                         | 11.606 |
| 2015-06                                                                                         | 19.546 |
| 2015-07                                                                                         | 38.059 |
| 2015-08                                                                                         | 57.938 |
| 2015-09                                                                                         | 138.396 |
| 2015-10                                                                                         | 99.497 |
| 2015-11                                                                                         | 315 |
| 2015-12                                                                                         | 270 |
| 2016-01                                                                                         | 553 |
| 2016-02                                                                                         | 2.398 |